# Arrondissement de Poitiers
L'arrondissement de Poitiers est une division administrative française, située dans le département de la Vienne, en région Nouvelle-Aquitaine.

## Composition

### Composition avant 2015
L'arrondissement de Poitiers regroupe quinze cantons représentant 87 communes :
- Canton de Lusignan
- Canton de Mirebeau
- Canton de Neuville-de-Poitou
- Canton de Poitiers-1 (et anciens cantons de Poitiers-Nord et Poitiers-Sud)
- Canton de Poitiers-2
- Canton de Poitiers-3
- Canton de Poitiers-4
- Canton de Poitiers-5
- Canton de Poitiers-6
- Canton de Poitiers-7
- Canton de Saint-Georges-lès-Baillargeaux
- Canton de Saint-Julien-l'Ars
- Canton de La Villedieu-du-Clain
- Canton de Vivonne
- Canton de Vouillé

### Découpage communal depuis 2015
Depuis 2015, le nombre de communes des arrondissements varie chaque année soit du fait du redécoupage cantonal de 2014 qui a conduit à l'ajustement de périmètres de certains arrondissements, soit à la suite de la création de communes nouvelles. Le nombre de communes de l'arrondissement de Poitiers est ainsi de 87 en 2015 et 83 en 2019.
Au 1er janvier 2024, l'arrondissement groupe les 83 communes suivantes :
1. Amberre
2. Aslonnes
3. Avanton
4. Ayron
5. Beaumont Saint-Cyr
6. Béruges
7. Biard
8. Bignoux
9. Boivre-la-Vallée
10. Bonnes
11. Buxerolles
12. Celle-Lévescault
13. Chabournay
14. Chalandray
15. Champigny en Rochereau
16. La Chapelle-Moulière
17. Chasseneuil-du-Poitou
18. Château-Larcher
19. Chauvigny
20. Cherves
21. Chiré-en-Montreuil
22. Chouppes
23. Cissé
24. Cloué
25. Coulombiers
26. Coussay
27. Croutelle
28. Cuhon
29. Curzay-sur-Vonne
30. Dienné
31. Dissay
32. Fleuré
33. Fontaine-le-Comte
34. Frozes
35. Gizay
36. Iteuil
37. Jardres
38. Jaunay-Marigny
39. Jazeneuil
40. Latillé
41. Lavoux
42. Ligugé
43. Liniers
44. Lusignan
45. Maillé
46. Maisonneuve
47. Marçay
48. Marigny-Chemereau
49. Marnay
50. Massognes
51. Mignaloux-Beauvoir
52. Migné-Auxances
53. Mirebeau
54. Montamisé
55. Neuville-de-Poitou
56. Nieuil-l'Espoir
57. Nouaillé-Maupertuis
58. Poitiers
59. Pouillé
60. La Puye
61. Quinçay
62. Roches-Prémarie-Andillé
63. Rouillé
64. Saint-Benoît
65. Saint-Georges-lès-Baillargeaux
66. Saint-Julien-l'Ars
67. Saint-Martin-la-Pallu
68. Sainte-Radégonde
69. Saint-Sauvant
70. Sanxay
71. Savigny-Lévescault
72. Sèvres-Anxaumont
73. Smarves
74. Tercé
75. Thurageau
76. Vernon
77. La Villedieu-du-Clain
78. Villiers
79. Vivonne
80. Vouillé
81. Vouneuil-sous-Biard
82. Vouzailles
83. Yversay

## Démographie
En 2022, l'arrondissement comptait 265 941 habitants.
| 1968    | 1975    | 1982    | 1990    | 1999    | 2006    | 2011    | 2016    | 2021    |
| ------- | ------- | ------- | ------- | ------- | ------- | ------- | ------- | ------- |
| 151 798 | 171 781 | 186 134 | 197 361 | 215 777 | 232 187 | 241 628 | 259 699 | 266 160 |

| 2022    | - | - | - | - | - | - | - | - |
| ------- | - | - | - | - | - | - | - | - |
| 265 941 | - | - | - | - | - | - | - | - |